# Kalógiroi
Kalógiroi är en ort i Grekland.   Den ligger i prefekturen Trikala och regionen Thessalien, i den centrala delen av landet, 250 km nordväst om huvudstaden Aten. Kalógiroi ligger 657 meter över havet och antalet invånare är 217.
Terrängen runt Kalógiroi är kuperad åt sydväst, men åt nordost är den bergig. Runt Kalógiroi är det ganska glesbefolkat, med 34 invånare per kvadratkilometer. Närmaste större samhälle är Eláti, 2,3 km nordost om Kalógiroi. I omgivningarna runt Kalógiroi växer i huvudsak blandskog.